# Fee Knaven
Fee Knaven (12 december 2006), is een Nederlands wielrenster. Knaven is gespecialiseerd in veldrijden en wegwielrennen.

## Carrière
Knaven begon met wielrennen bij wielerploeg van haar ouders. Sinds 2022 is Knaven actief, nadat ze tijdens de coronapandemie nauwelijks had gekoerst. In 2024 wist Knaven het NK tijdrijden in Steenbergen te winnen. Tijdens het junioren EK in Hasselt behaalde Knaven de tweede plaats, mede door een trage voorganger. Op het WK tijdrijden in Zürich greep Knaven naast een medaille.

## Privé
Fee Knaven is de dochter van voormalige wielrenners Servais Knaven en  Natascha den Ouden, oprichter en manager van de wielerploeg AG Insurance-Soudal. Haar oudere zussen Senne Knaven en Britt Knaven waren eveneens wielrenster. Haar andere zus Mirre Knaven maakt eveneens onderdeel uit van de wielerploeg van haar ouders. In tegenstelling tot Senne en Britt tijdens hun actieve carrière, komen Fee en Mirre uit voor Nederland.

## Ploegen
- 2023 –  AG Insurance-NXTG Team
- 2024 –  AG Insurance-NXTG U19
- 2025 –  UAE Development Team